# پل فسا
پل فسا، در گذشته روستایی از توابع بخش مرکزی شهرستان شیراز در استان فارس ایران بوده است.پلفسا شروع منطقه قره باغ محسوب میشودکه تا دوراهی جهرم ختم میشود

## جمعیت
این روستا در دهستان قره باغ قرار داشته است و براساس سرشماری مرکز آمار ایران در سال ۱۳۸۵، جمعیت آن ۶۱ نفر (۱۷خانوار) بوده‌است.